# Olympische Sommerspiele 1996/Teilnehmer (Nepal)
| Gelbes Symbol für Goldmedaillen mit stilisierten Olympischen Ringen | Graues Symbol für Silbermedaillen mit stilisierten Olympischen Ringen | Braundes Symbol für Bronzemedaillen mit stilisierten Olympischen Ringen |
| ------------------------------------------------------------------- | --------------------------------------------------------------------- | ----------------------------------------------------------------------- |
| —                                                                   | —                                                                     | —                                                                       |

Nepal nahm an den Olympischen Sommerspielen 1996 in Atlanta, USA, mit einer Delegation von sechs Sportlern (drei Männer und drei Frauen) teil.

## Teilnehmer nach Sportarten

### Gewichtheben
- Sunil Joshi
Superschwergewicht: 17. Platz

### Leichtathletik
- Tika Bogati
Marathon: 74. Platz

- Bimala Ranamagar
Frauen, Marathon: 62. Platz

### Schießen
- Bivaswari Rai
Frauen, Luftgewehr: 42. Platz

### Schwimmen
- Sitaram Shahi
100 Meter Rücken: 50. Platz

- Nishma Gurung
Frauen, 50 Meter Freistil: 55. Platz